# Schwidenegg
Schwidenegg är en bergstopp i Schweiz.   Den ligger i distriktet Frutigen-Niedersimmental och kantonen Bern, i den centrala delen av landet, 29 km söder om huvudstaden Bern. Toppen på Schwidenegg är 2 007 meter över havet, eller 172 meter över den omgivande terrängen. Bredden vid basen är 0,77 km.
Terrängen runt Schwidenegg är huvudsakligen bergig, men åt nordväst är den kuperad. Runt Schwidenegg är det ganska glesbefolkat, med 22 invånare per kvadratkilometer.. Närmaste större samhälle är Thun, 14,2 km nordost om Schwidenegg. 
Omgivningarna runt Schwidenegg är en mosaik av jordbruksmark och naturlig växtlighet.